# Rory Kinnear
Rory Kinnear (ur. 17 lutego 1978 w Londynie) – angielski aktor teatralny, filmowy, telewizyjny i głosowy.

## Życiorys
Ukończył filologię angielską w Balliol College, następnie kształcił się w szkole aktorskiej London Academy of Music and Dramatic Art. Jako aktor teatralny związany z Royal Shakespeare Company i Royal National Theatre. Grał m.in. Angela w komedii Miarka za miarkę, wcielał się w tytułową postać w Hamlecie i w Jagona w tragedii Otello.
W 2001 debiutował w produkcjach telewizyjnych, grał epizodyczne role w serialach i filmach telewizyjnych. W 2008 zagrał Billa Tannera, asystenta M, w 007 Quantum of Solace. W postać tę wcielił się także w kolejnych filmach o Jamesie Bondzie. W 2014 dołączył do obsady serialu Dom grozy w roli stwora Frankensteina.
Dwukrotnie otrzymał Laurence Olivier Award – w 2008 dla najlepszego aktora drugoplanowego i w 2014 dla najlepszego aktora (za rolę Jagona). Wyróżniony także m.in. nominacją do British Academy Television Awards dla najlepszego aktora drugoplanowego (w 2014 za występ w miniserialu Southcliffe).

## Wybrana filmografia
- 2004: Judas
- 2008: 007 Quantum of Solace
- 2012: Broken
- 2012: Skyfall
- 2013: Southcliffe (miniserial)
- 2014: Dom grozy (serial TV)
- 2014: The Imitation Game
- 2015: Spectre
- 2015: Trafny wybór (miniserial)
- 2017: Guerrilla (miniserial)
- 2019: Rok za rokiem (miniserial)
- 2020: Dom grozy: Miasto Aniołów (serial TV)
- 2021: Nie czas umierać
- 2022: Nasza bandera znaczy śmierć (serial TV)
- 2022: Men
- 2023: Dyplomatka (serial TV)